# Programa de Contrainteligência
COINTELPRO (Programa de Contrainteligência, acrónimo da denominação em inglês Counter Intelligence Program) foi um programa conduzido pelo Federal Bureau of Investigation (FBI) dos Estados Unidos com o objetivo de vigiar, infiltrar, desacreditar e perturbar ativistas e críticos do governo. Os registros mostram que os recursos da COINTELPRO tiveram como alvo grupos e indivíduos que o FBI considerou subversivos, incluindo organizações feministas, o Partido Comunista, opositores da Guerra do Vietnã, ativistas dos direitos civis e dos negros (por exemplo Martin Luther King Jr. e o Partido dos Panteras Negras), ambientalistas e protetores dos direitos dos animais, movimentos de independência (incluindo Independência de Porto Rico), uma variedade de organizações que faziam parte da Nova Esquerda, grupos de supremacia branca como a Ku Klux Klan e o grupo de extrema-direita Partido dos Direitos dos Estados Nacionais.
O FBI realizou operações secretas contra grupos políticos desde a sua criação; no entanto, operações sob o rótulo "COINTELPRO" ocorreram entre 1956 e 1971. Muitas das táticas usadas no COINTELPRO supostamente tiveram uso contínuo, incluindo: desacreditar alvos através de guerra psicológica, difamando indivíduos e grupos usando documentos forjados e plantando relatórios falsos na mídia, assédio, prisão injusta, violência e assassinato. De acordo com um relatório do Senado, a motivação declarada pelo FBI era "proteger a segurança nacional, prevenir a violência e manter a ordem social e política existente".
O diretor do FBI, J. Edgar Hoover, emitiu diretivas que regem o COINTELPRO, ordenando aos agentes que "exponham, interrompam, desordenem, desacreditem ou neutralizem de outra forma" as atividades desses movimentos. O procurador-geral Robert F. Kennedy autorizou pessoalmente alguns dos programas, dando aprovação por escrito para escutas telefônicas de Martin Luther King "em caráter experimental, por um mês ou mais". Hoover estendeu a autorização para que seus homens fossem "libertos" para procurar evidências em qualquer área da vida de King.

## História

### 1956: Início e comunismo

Carta que o FBI enviou anonimamente para Martin Luther King Jr. em um esforço para persuadi-lo a cometer suicídio

As operações sob termo "COINTELPRO" começaram oficialmente em agosto de 1956 com um programa destinado a "causar perturbações e ganhar deserções" dentro do Partido Comunista dos Estados Unidos. As táticas incluíam telefonemas anônimos, auditorias do Internal Revenue Service (IRS) e a criação de documentos que dividiriam a organização internamente. Um memorando de outubro de 1956 do diretor J. Edgar Hoover reclassificou a vigilância do FBI sobre líderes negros, incluindo-a dentro do COINTELPRO, com a justificativa de que o movimento foi infiltrado por comunistas. Em 1956, Hoover escreveu uma carta denunciando T. R. M. Howard, um líder dos direitos civis e empresário de Mississippi que criticou a inação do FBI na resolução dos recentes assassinatos de afro-americanos no sul. Quando o SCLC, uma organização afro-americana de direitos civis, foi fundada em 1957, o FBI começou a monitorar e visar o grupo quase imediatamente, focando particularmente em Bayard Rustin, Stanley Levison e, eventualmente, Martin Luther King Jr..
Em meados da década de 1960, King começou a criticar publicamente o FBI por dar "atenção insuficiente" ao uso de terrorismo por supremacistas brancos. Hoover respondeu publicamente chamando-o de "mentiroso mais notório" dos EUA. Após a marcha sobre Washington de 1963, King tornou-se um dos principais alvos do programa. Logo depois, a sua casa e quartos de hotel eram sistematicamente grampeados, pois ele estava crescendo em notoriedade diariamente como o líder mais proeminente do movimento pelos direitos civis. Dizia-se que King tinha potencial para ser a figura do "messias" e Kwame Ture foi notado por ter "o carisma necessário para ser uma ameaça real", já que foi retratado como alguém que defendia a cultura black power. Mesmo em 1969, o FBI "forneceu munição aos oponentes que permitiram ataques à memória de King e... tentaram bloquear os esforços para homenagear o líder morto".
Em suas memórias de 1991, o jornalista Carl Rowan do The Washington Post afirmou que o FBI havia enviado pelo menos uma carta anônima a King encorajando-o a cometer suicídio. O historiador Taylor Branch também documentou uma "carta de suicídio" anônima enviada em 21 de novembro de 1964, que continham gravações de áudio obtidas através de grampos no telefone e de escutas em vários quartos de hotel nos últimos dois anos. A fita, que foi preparada pelo técnico de áudio John Matter documentou uma série de indiscrições sexuais de King combinadas com uma carta afirmando: "Só há uma saída para você. É melhor você aceitar antes que seu eu imundo, anormal e fraudulento seja descoberto para a nação". Ele foi posteriormente informado de que o áudio seria divulgado à mídia se não cometesse suicídio antes de receber o Prêmio Nobel da Paz. Quando ele se recusou a aceitar a intimidação, Cartha D. DeLoach enviou uma mensagem para mídia oferecendo a transcrição do áudio a várias organizações de notícias, incluindo Newsweek e Newsday.
Durante o mesmo período, o programa também visava Malcolm X. Enquanto um porta-voz tivesse negado que o FBI estivesse "diretamente" envolvido no assassinato dele em 1965, está documentado que trabalharam para "ampliar o conflito" entre Malcolm e Elijah Muhammad por meio de infiltração e "despertar de debates acirrados dentro da organização", boatos e outras táticas destinadas a promover disputas internas, que acabaram levando ao assassinato. O FBI se infiltrou fortemente na organização de Malcolm nos últimos meses de sua vida. O biógrafo Manning Marable afirma que a maioria dos homens que planejaram o assassinato de Malcolm nunca foram presos e que a extensão total do envolvimento em sua morte não pode ser conhecida.

### 1967:Black Hate
Em meio à agitação urbana de julho a agosto de 1967, o FBI iniciou o "Black Hate", que se concentrou em King e na SCLC. O subprojeto instruiu 23 escritórios a "interromper, desorientar, desacreditar, ou de outra forma neutralizar as atividades de organizações" dos direitos dos negros. Um memorando de março de 1968 afirmava que o objetivo do programa era "identificar potenciais criadores de problemas e neutralizá-los antes que exerçam seu potencial", "evitar que grupos e líderes nacionalistas negros militantes ganhem respeitabilidade, desacreditando-os" e "impedir o crescimento de longo alcance de organizações negras militantes, especialmente entre os jovens".
Este programa coincidiu com um esforço federal mais amplo para preparar respostas militares para distúrbios urbanos e iniciou uma maior colaboração entre o FBI, Agência Central de Inteligência, Agência de Segurança Nacional e o Departamento de Defesa. A CIA lançou seu próprio projeto de espionagem doméstica em 1967. Um alvo específico foi a Campanha dos Pobres, organizado por King e o SCLC para ocupar Washington. O FBI monitorou e interrompeu a campanha em nível nacional, enquanto usava táticas de difamação direcionadas localmente para minar o apoio à marcha.
No geral, o COINTELPRO abrangeu a ruptura e sabotagem do Partido Socialista dos Trabalhadores (1961), Ku Klux Klan (1964), Nação do Islã e todo o movimento social ou político da nova esquerda, que incluía grupos antiguerra. A partir de 1969, os líderes do Partido dos Panteras Negras foram "neutralizados" ao serem assassinados, presos, humilhados publicamente ou falsamente acusados de crimes. Alguns dos integrantes alvejados incluem Fred Hampton, Mark Clark, Zayd Shakur, Geronimo Pratt, Mumia Abu-Jamal e Marshall Conway.
Em 1971, em San Diego, o FBI financiou, armou e controlou um grupo de extrema-direita de ex-membros da organização paramilitar anticomunista Minutemen, que visava grupos, ativistas e líderes envolvidos no movimento antiguerra, usando intimidação e atos violentos. Embora o FBI estivesse particularmente preocupado com líderes e organizadores, não limitaram seu escopo de alvo aos chefes das organizações. Indivíduos como escritores também foram listados entre os alvos das operações.

### 1971: Encerramento

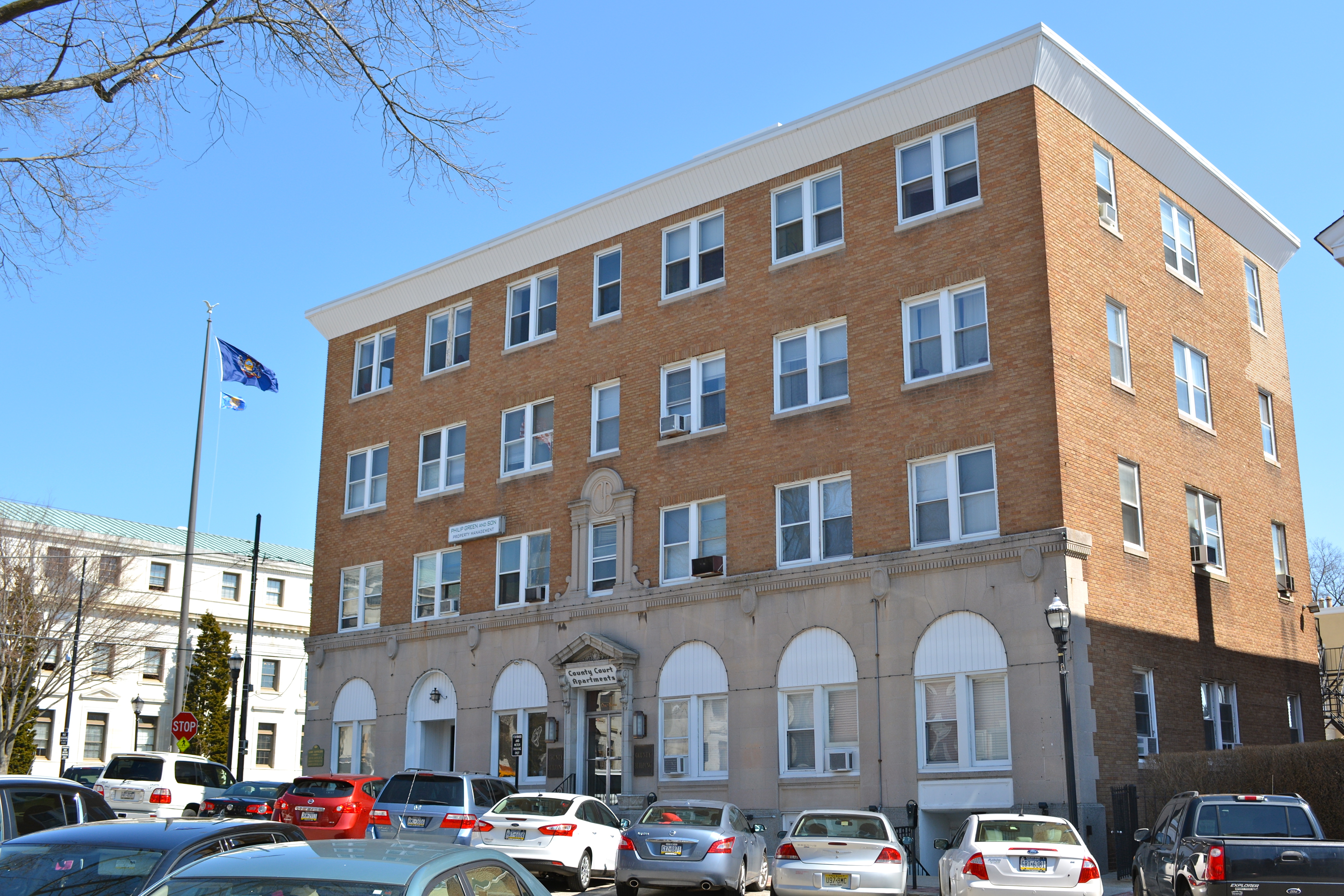
O prédio invadido para investigar o FBI, na Pensilvânia

O programa foi secreto até 8 de março de 1971, quando um escritório do FBI em Media, Pensilvânia, foi invadido e o material enviado para as agências de notícias. A luta de boxe entre Muhammad Ali e Joe Frazier em março de 1971 forneceu cobertura para o grupo ativista conseguir o roubo. Muhammad Ali era um alvo da COINTELPRO porque havia se juntado à Nação do Islã e ao movimento antiguerra.
Muitas organizações de notícias inicialmente se recusaram a publicar imediatamente as informações, com a notável exceção de The Washington Post. Depois de confirmar a veracidade dos documentos, publicou-os na primeira página (desrespeitando o pedido do Procurador-Geral da República), levando outras organizações a seguir o exemplo. No mesmo ano, o diretor J. Edgar Hoover declarou que o COINTELPRO havia acabado e que todas as futuras operações de contra-espionagem seriam tratadas caso a caso.
Documentos adicionais foram revelados no decorrer de processos separados movidos contra o FBI pelo correspondente da NBC, Carl Stern, e o Partido Socialista dos Trabalhadores. Uma investigação do Senado afirmou que "o COINTELPRO começou em 1956, em parte por causa da frustração com as decisões da Suprema Corte que limitam o poder do governo de proceder abertamente contra grupos dissidentes". Comitês do Congresso e vários processos judiciais concluíram que as operações excederam os limites estatutários e violaram as garantias constitucionais de liberdade de expressão. O relatório final do comitê criticou a conduta:
| “ | O Comitê considera que as atividades domésticas da comunidade de inteligência às vezes violaram proibições estatutárias específicas e infringiram os direitos constitucionais dos cidadãos estadunidenses. As questões legais envolvidas nos programas de inteligência muitas vezes não eram consideradas. Em outras ocasiões, eles foram intencionalmente desrespeitados na crença de que porque os programas serviam à "segurança nacional" a lei não se aplicava. […] o Comitê considera que as violações mais graves foram as de altos funcionários, que eram responsáveis pelo controle das atividades de inteligência e geralmente falhavam em garantir o cumprimento das leis. Muitas das técnicas utilizadas seriam intoleráveis em uma sociedade democrática, mesmo que todos os alvos estivessem envolvidos em atividades violentas, mas a COINTELPRO foi muito além disso…. | ” |

## Métodos

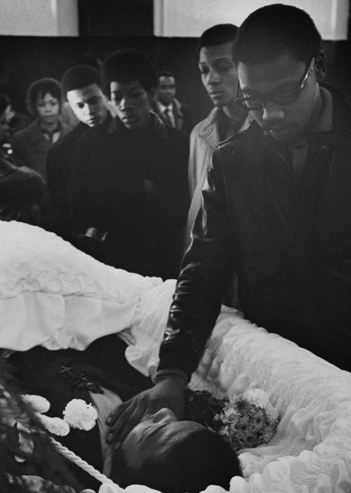
Corpo de Fred Hampton, porta-voz nacional do Partido dos Panteras Negras, que foi assassinado por membros do Departamento de Polícia de Chicago, sendo em si uma operação da COINTELPRO, embora haja controvérsias

De acordo com o advogado Brian Glick em seu livro War at Home, foram usados cinco métodos principais durante o COINTELPRO: infiltração, guerra psicológica, assédio/gang stalking, uso da força e minando a opinião pública. O FBI desenvolveu táticas destinadas a aumentar a tensão e a hostilidade entre vários movimentos, por exemplo, entre os Panteras Negras e a US Organization. Uma carta falsa foi enviada à essa última expondo uma suposta conspiração dos Panteras Negras para assassinar o seu chefe, Ron Karenga. A intensificação da informação resultou em inúmeras mortes, entre as quais os membros John Huggins, Bunchy Carter e Sylvester Bell. Outro resultado de cartas anônimas foi o conflito do líder do Blackstone Rangers, Jeff Fort, contra o ex-aliado Fred Hampton. Elas também foram fundamentais para a divisão entre Eldridge Cleaver e Huey Newton, incitando os dois líderes do Partido dos Panteras Negras.
Dhoruba Bin Wahad, um ex-Pantera Negra, comentou sobre como essas táticas o faziam se sentir, dizendo que ele sentia que estava em guerra com o governo. Quando questionado sobre por que ele acha que os Panteras Negras foram o alvo, ele disse: "Nos Estados Unidos, o equivalente aos militares era a polícia local. Durante o início dos anos sessenta, no auge do movimento dos direitos civis e do movimento dos direitos humanos, a polícia dos Estados Unidos tornou-se cada vez mais militarista. Eles começaram a treinar em bases militares nos Estados Unidos. A Lei de Assistência à Aplicação da Lei forneceu à polícia local tecnologia militar, desde fuzis de assalto até carros de pessoal do exército. Em minha opinião, o Programa de Contra-Inteligência andava de mãos dadas com a militarização da polícia na comunidade negra, com a militarização da polícia nos Estados Unidos".
O FBI também conspirou com os departamentos de polícia de muitas cidades dos Estados Unidos (San Diego, Los Angeles, San Francisco, Oakland, Filadélfia, Chicago) para encorajar incursões nas casas dos Panteras Negras — muitas vezes com pouca ou nenhuma evidência de violações de leis federais, estaduais ou locais — que resultou na morte de muitos membros pela polícia, principalmente o presidente do Partido dos Panteras Negras de Chicago, Fred Hampton, em 4 de dezembro de 1969. A morte dele ainda é motivo de controvérsia. O agente infiltrado William O'Neal deu para Hampton uma dose de secobarbital, deixando-o inconsciente antes de morrer.
A fim de eliminar líderes negros que consideravam perigosos, acredita-se que o FBI tenha trabalhado com departamentos de polícia locais para atingir indivíduos específicos, acusá-los de crimes que não cometeram, suprimir provas ilibatórias e encarcerá-los. Elmer Pratt, um líder do Partido dos Panteras Negras, foi encarcerado por 27 anos antes de um Tribunal Superior da Califórnia anular sua condenação por assassinato, finalmente libertando-o. Comparecendo perante o tribunal, um agente testemunhou que o FBI e o Departamento de Polícia de Los Angeles sabiam que ele não estava na local no momento em que o assassinato ocorreu. Algumas fontes afirmam que foram conduzidas mais de 200 prisões sem mandado, contra os grupos-alvo e seus membros.

A família de Viola suportou a alegação de Hoover de que os cortes em seu braço causados pela janela quebrada do carro indicavam "uso recente de drogas" e que sua proximidade com Moton parecia "uma festa de carícias", apesar de uma autópsia não revelar vestígios de drogas em seu sistema e indicar que ela não havia feito sexo recentemente antes de sua morte.

—Acusações do FBI contra Viola Liuzzo
Em um incidente particularmente controverso de 1965, a ativista dos direitos civis Viola Liuzzo foi assassinada por homens da Ku Klux Klan, que a perseguiram e atiraram contra seu carro ao perceber que seu passageiro era um jovem negro; um dos homens era Gary Thomas Rowe, um informante do FBI. Rumores foram espalhados de que Liuzzo era membra do Partido Comunista e abandonou os filhos para ter relações sexuais com afro-americanos envolvidos no movimento dos direitos civis. Os registros mostram que J. Edgar Hoover comunicou pessoalmente essas insinuações ao presidente Johnson.
O informante Rowe também foi implicado em alguns dos crimes mais violentos da era dos direitos civis dos anos 1960, incluindo ataques aos Freedom Riders. O FBI também financiou, armou e controlou um grupo de extrema-direita de antigos integrantes do Minutemen. Hoover ordenou uma ação preventiva "para identificar potenciais criadores de problemas e neutralizá-los antes que exerçam seu potencial de violência".

## Alvos

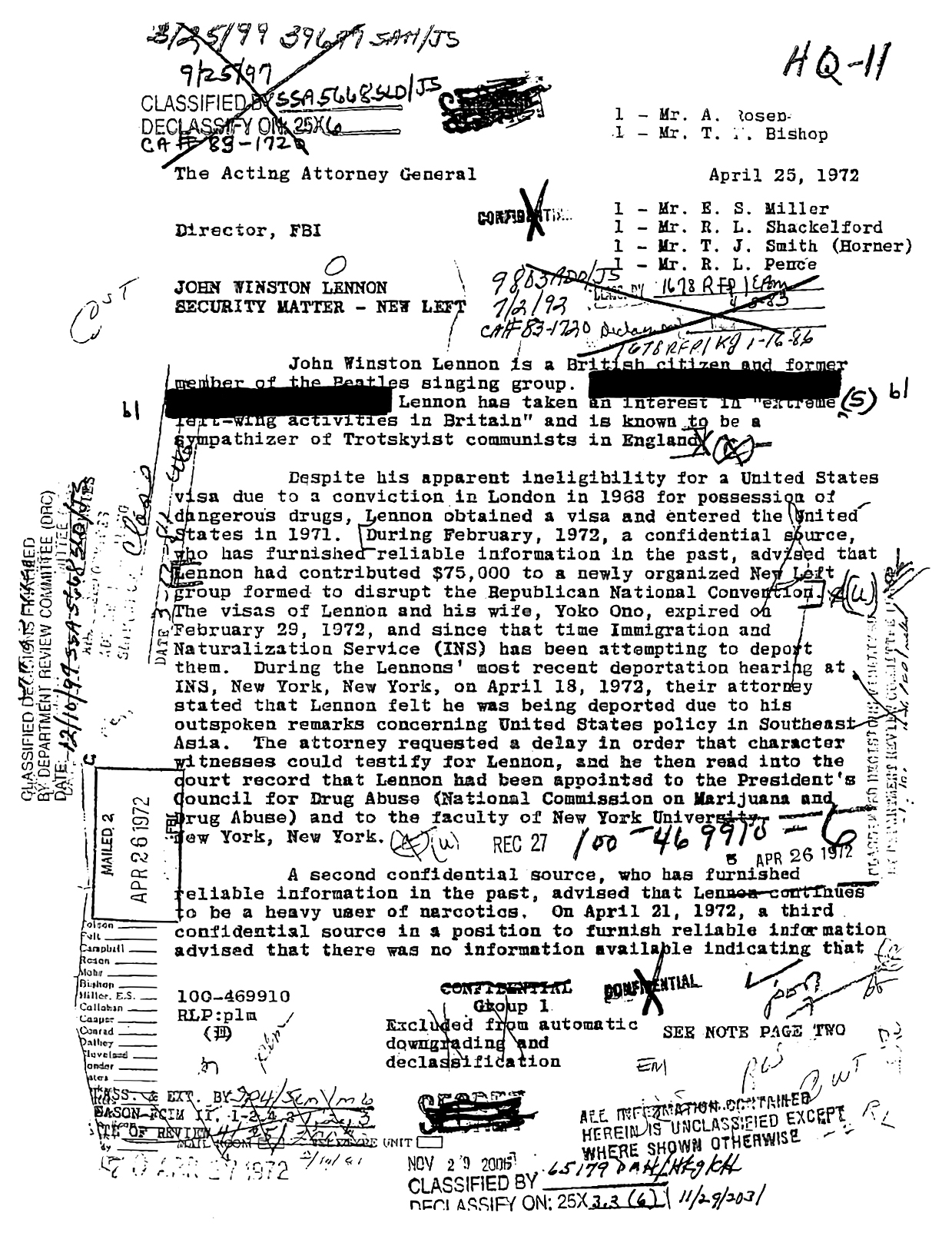
Documentos relativos à investigação do cantor John Lennon

No início, o alvo principal do programa era o Partido Comunista. Os grupos que eram conhecidos como alvos das operações da COINTELPRO incluem: Organizações comunistas e socialistas; organizações e indivíduos associados ao movimento dos direitos civis e direitos das mulheres; grupos do movimento nacionalista negro; o Movimento Indígena Americano; grupos de supremacia branca, incluindo a Ku Klux Klan; o Partido dos Direitos dos Estados Nacionais; organizações rotuladas como "nova esquerda"; quase todos os grupos protestando contra Guerra do Vietnã; grupos nacionalistas como aqueles que buscavam a independência de Porto Rico, reunificação da Irlanda, e movimentos de exilados cubanos.
Dezenas de pessoas notórias também foram alvos do programa, como: John Lennon, por seu protesto contra a Guerra do Vietnã, Ernest Hemingway, Charlie Chaplin, Ralph Abernathy, Mumia Abu-Jamal, Muhammad Ali, James Baldwin, H. Rap Brown Kwame Ture, Bunchy Carter, Eldridge Cleaver, Fred Hampton, Tom Hayden, Abbie Hoffman, Martin Luther King Jr., Viola Liuzzo, Malcolm X, Jessica Mitford, Huey P. Newton, Mario Savio, Jean Seberg e Assata Shakur.
O COINTELPRO visava vários grupos ao mesmo tempo e encorajavam a fragmentação desses grupos por dentro. O FBI garantiu que os grupos não se unissem e assim não ganhassem força. Uma das principais formas de atingir esses grupos era levantar suspeitas entre as diferentes partes. Os documentos mostram numerosos casos para prevenir e interromper protestos contra a Guerra do Vietnã. Muitas técnicas foram usadas para realizar esta tarefa. "Isso incluiu a promoção de divisões entre as forças anti-guerra, […] promover confrontos violentos como alternativa a manifestações massivas e pacíficas". Uma operação COINTELPRO de 1966 tentou redirecionar o Partido Socialista dos Trabalhadores de sua promessa de apoio ao movimento antiguerra.

## Pós-programa
Embora o COINTELPRO tenha sido oficialmente encerrado em abril de 1971, a espionagem doméstica continuou. As diretrizes de contraterrorismo implementadas durante a administração de Ronald Reagan foram descritas como suporte para o uso das táticas. Entre 1972 e 1974, está documentado que o FBI plantou mais de 500 escutas sem mandado e abriu mais de 2 000 correspondências pessoais. Ações secretas sempre fizeram parte da cultura popular, com opiniões divergentes sobre o tema. Caroline Woidat argumenta que o programa deve ser entendido dentro de um contexto histórico no qual os estadunidenses "foram vistos e viram o mundo através das lentes da teoria da conspiração". Outros autores argumentam que, embora algumas teorias relacionadas ao COINTELPRO sejam infundadas, a questão da contínua vigilância e repressão do governo é real.
Após 1971, pessoas e grupos acusaram oponentes de serem informantes do FBI ou assumiram que agentes estavam se infiltrando, incluindo o Earth First!. Documentos divulgados sob a lei de acesso à informação mostram que o jornalista vencedor do Prêmio Pulitzer, David Halberstam, foi vigiado por mais de duas décadas. Em 2005, a morte do ativista de Porto Rico, Filiberto Ojeda Ríos, por um agente foi descrita por um comitê especial das Nações Unidas como assassinato e causou controvérsia. Já o ambientalista Eric McDavid, condenado por acusações de incêndio criminoso, foi libertado depois que surgiram documentos demonstrando interferência em materiais que comprovavam que o crime não poderia ter sido cometido, repetindo o mesmo padrão da COINTELPRO. A imprensa reportou que essas práticas também se espalharam contra muçulmanos na trama terrorista no Bronx em 2009.
Autores como Ward Churchill, Rex Weyler e Peter Matthiessen alegam que o governo federal pretendia adquirir depósitos de urânio na reserva do povo Lakota e que isso motivou uma investigação contra os ativistas do Movimento Indígena Americano (AIM). Sabe-se que houve apoio ao grupo paramilitar GOON, estabelecido em 1972. A AIM acusou o grupo de envolvimento em 300 assaltos e 64 homicídios de opositores políticos. Apesar disso, o Bureau raramente os investigou e, em vez disso, usou seus recursos para processar o AIM. Em 2000, o FBI divulgou um relatório sobre essas supostas mortes violentas não resolvidas e contestou as alegações. O documento afirmou que apenas quatro mortes não foram resolvidas e que algumas não foram assassinatos.
O grupo Defending Rights & Dissent catalogou casos de abusos da Primeira Emenda e vigilância política desde 2010. A organização afirmou que o FBI dedicou recursos para espionar grupos de esquerda, incluindo Occupy Wall Street, defensores de igualdade racial, ambientalistas e movimentos anti-guerra. Em dezembro de 2012, foram divulgados documentos redigidos em resposta a uma solicitação da PCJF. A diretora executiva Mara Verheyden-Hilliard disse que os documentos mostraram que agentes monitoraram o movimento Occupy desde seu início em agosto de 2011 e que agiram de forma imprópria ao coletar "informações sobre as ações de liberdade de expressão das pessoas" e inseri-las em "bancos de dados não regulamentados, um vasto depósito de informações amplamente disseminado para uma gama de agentes da lei e, aparentemente, entidades privadas". O FBI se comunicou com a Bolsa de Valores de Nova York, bancos, empresas privadas e forças policiais estaduais e locais sobre o movimento.
Em 2014, o PCJF obteve mais 4 000 páginas não sigilosos por meio de uma solicitação, mostrando "detalhes do escrutínio nos protestos do Occupy em 2011 e 2012 por policiais, funcionários federais, prestadores de serviços de segurança e outros". No mesmo ano, o FBI monitorou um ativista negro usando táticas de vigilância que o The Intercept considerou "uma reminiscência de uma rica história estadunidense de visar negros". Em abril de 2018, o Atlanta Black Star apontou métodos do COINTELPRO na vigilância do Black Lives Matter. Documentos internos datados de 2017 mostraram que o movimento foi monitorado.
Em outubro de 2020, Katie Reiter, chefe de gabinete do senador de Michigan, Alecrim Bayer, recebeu um agente em sua casa que a questionou agressivamente sobre um projeto de lei que ela havia discutido recentemente, que limitaria o uso de gás lacrimogêneo contra manifestantes. Reiter discutiu a proibição proposta de gás lacrimogêneo em uma chamada privada de 90 minutos no Zoom com a Bayer e um punhado de outros funcionários. Reiter diz que os dois policiais se recusaram a responder a quaisquer perguntas sobre como tomaram conhecimento de sua reunião. Um porta-voz do FBI se recusou a comentar o caso, assim como um porta-voz do Zoom.